# Ebullioscopi

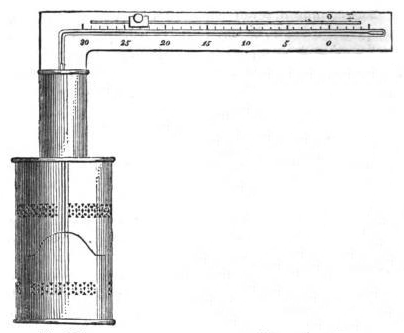
Ebullioscopi de Brossard-Vidal

Un ebullioscopi és un instrument que permet de mesurar propietats físiques o químiques dels líquids, soluts o dissolucions, a partir de l'observació de la desviació soferta amb relació al punt d'ebullició estàndard, prèviament conegut.
El primer ebullioscopi fou inventat el 1838 per l'abat Honoré Brossard-Vidal, amb l'objectiu de mesurar el contingut alcohòlic d'una dissolució. L'avantatge d'aquest mètode era que el punt d'ebullició és relativament insensible a altres components com ara els sucres. Altres alcoholímetres es basen en el mesurament de la densitat, que és més sensible a la presència d'altres soluts.
Una versió posterior en fou construïda pel químic francès François Marie Raoult, però la dificultat per a determinar la temperatura exacta fou superada amb la invenció del termòmetre de Beckmann, pel químic alemany Ernst Otto Beckmann, el 1887. Aquesta millora permeté que l'ebullioscopi s'empràs com l'aparell estàndard per a determinar la massa molecular de les substàncies en una solució, aprofitant l'augment ebullioscòpic que produeixen els soluts sobre la temperatura d'ebullició dels dissolvents. Actualment, els ebullioscopis moderns no empren el termòmetre de Beckmann, que ha estat substituït per termistors encara més precisos.